# Ремлер, Эмили
Эмили Ремлер, англ. Emily Remler (18 сентября 1957, Манхэттен, Нью-Йорк — 4 мая 1990, Сидней, Австралия) — американская джазовая гитаристка, популярная в 1980-е годы. Записала 7 гитарных альбомов в стилях хард-боп и фьюжн.

## Молодость
Родилась в еврейской семье. Начала играть в возрасте 10 лет. Изначально испытала влияние таких рок-музыкантов, как Джимми Хендрикс и Джонни Винтер. В 1974—1976 гг. училась в музыкальном колледже Беркли в Бостоне, где слышала таких легендарных джазистов, как Херб Эллис, Уэс Монтгомери, Джо Пасс, Пат Мартино, Чарли Кристиан, Майлс Дэвис и Джон Колтрейн, сама занималась джазом без устали, постоянно наращивая мастерство. Окончив Беркли в возрасте 18 лет, начала профессиональную карьеру, осуществляя туры по всем США.

## Карьера
Первым важным шагом в её карьере было переселение в Новый Орлеан, где она играла в блюзовых и джазовых клубах. С 1981 г. начала записывать свои произведения. Покровительство ей оказал известный гитарист Херб Эллис, который называл её «новой суперзвездой гитары» и представил её на джазовом фестивале в Конкорде в 1978 г.
Помимо своих записей в качестве руководительницы джаз-банда и композитора, Ремлер играла в дуэтах с другими известными исполнителями — в частности, она записала альбом вместе с Ларри Корьеллом, а также с певицей Розмари Клуни. Она играла на Бродвее в Лос-Анджелесской версии шоу 'Sophisticated Ladies' с 1981 по 1982 г. и выпустила два обучающих видео с уроками джаз-гитарного мастерства. Также на протяжении нескольких лет в начале 1980-х она совершила несколько туров в качестве аккомпаниатора для певицы Аструд Жилберту. В 1985 г. она получила титул «Гитарист года» по результатам международного опроса читателей журнала en:Down Beat. В 1988 г. она была избрана «приглашённым артистом» в университете Дюкейн (en:Duquesne University), а в 1989 г. была отмечена как «выдающийся выпускник» Музыкального колледжа Беркли.
Вышла замуж за ямайского джаз-пианиста Монти Александера в 1981 г., брак распался в 1984 г.
Страдала от героиновой зависимости, на почве которой у неё произошёл сердечный приступ, от которого она умерла в возрасте 32 лет в доме музыканта Эда Гастона, у которого она остановилась во время своего тура по Австралии.

## Дискография

### Студийные альбомы
- 1981: Firefly
- 1982: Take Two
- 1983: Transitions
- 1985: Catwalk
- 1985: Together — вместе с Ларри Корьеллом
- 1988: East to Wes
- 1990: This is Me

### Компиляции
- 1991: Retrospective, Volume One: Standards
- 1991: Retrospective, Volume Two: Compositions